# 中国人民武装警察部队仪仗队
中国人民武装警察部队仪仗队，即中国人民武装警察部队北京市总队第一师第五支队第四大队仪仗中队，驻地北京市。

## 简介
中国人民武装警察部队仪仗队组建于1984年11月23日，前身是中华人民共和国国庆三十五周年武警校阅方队。1987年，由武警北京总队八支队十一中队改编为第一师五支队七中队。2005年改编为第一师五支队十三中队。后改为第一师五支队四大队十一中队（又称仪仗中队）。此后又改为第一师五支队四大队仪仗中队。
中国人民武装警察部队仪仗队担负武警部队迎外司礼、仪仗表演任务。先后完成为柬埔寨西哈努克亲王、菲律宾总统等外国元首的司礼及迎宾任务数百次，完成第十一届亚运会、第六届远南运动会、联合国第四次世界妇女大会、中华人民共和国建国五十周年及六十周年升旗、迎接香港回归、澳门回归、第二十一届世界大学生运动会、2008年北京奥运会等礼宾警戒任务数百次。被誉为“哨兵模特”。
截至2011年，该中队已经14次被评为“先进中队”，连续4次被评为“基层建设标兵中队”，2次被武警总部表彰为“先进基层党组织”，18次立集体三等功，3次立集体二等功，14次被评为精神文明建设先进单位。
2016年5月1日，中国人民武装警察部队统一换发新式姓名牌、胸标、臂章。其中新式臂章分为通用臂章和特殊勤务臂章，特殊勤务臂章共八类，其中一类即中国人民武装警察部队仪仗队臂章。